# Маринівка (Старобільський район)
Ма́ринівка — село в Україні, у Старобільській міській громаді Старобільського району Луганської області. Населення становить 146 осіб. Колишній орган місцевого самоврядування — Нижньопокровська сільська рада.

## Видатні уродженці
- Гладкий Іван Іванович — радянський профспілковий діяч, депутат Верховної Ради СРСР.